# Syneches jardinei
Syneches jardinei är en tvåvingeart som beskrevs av Senior-white 1924. Syneches jardinei ingår i släktet Syneches och familjen puckeldansflugor.
Artens utbredningsområde är Sri Lanka. Inga underarter finns listade i Catalogue of Life.